# Alluaudia ascendens
Alluaudia ascendens is een vetplant uit de familie Didiereaceae. De soortnaam werd gepubliceerd door Emmanuel Drake del Castillo in 1901 als Didierea ascendens. In 1903 herplaatste Drake del Castillo de plant in Alluaudia.

## Beschrijving
Alluaudia ascendens kan 10 tot 15 meter hoog worden. De schors is groenachtig bruin. De bijna witte doornen zijn 1 tot 3 centimeter lang. De bladeren zijn ingesneden en 10 tot 20 millimeter lang en tot de 11 millimeter breed.
De witte tot roodachtige bloemen verschijnen in een gevorkt bijscherm en zijn tot 12 centimeter lang.
Het aantal chromosomen is 2n = 240.

## Leefgebied
De plant is endemisch in Madagaskar en komt voor in het zuiden, tussen Tsihombe en Tôlanaro.
... · 
A. ascendens · 
A. comosa · 
A. dumosa · 
A. procera · 
...